# Oeonia brauniana
Oeonia brauniana är en orkidéart som beskrevs av Hermann Wendland och Friedrich Fritz Wilhelm Ludwig Kraenzlin. Oeonia brauniana ingår i släktet Oeonia och familjen orkidéer.

## Underarter
Arten delas in i följande underarter:
- O. b. brauniana
- O. b. sarcanthoides

## Bildgalleri

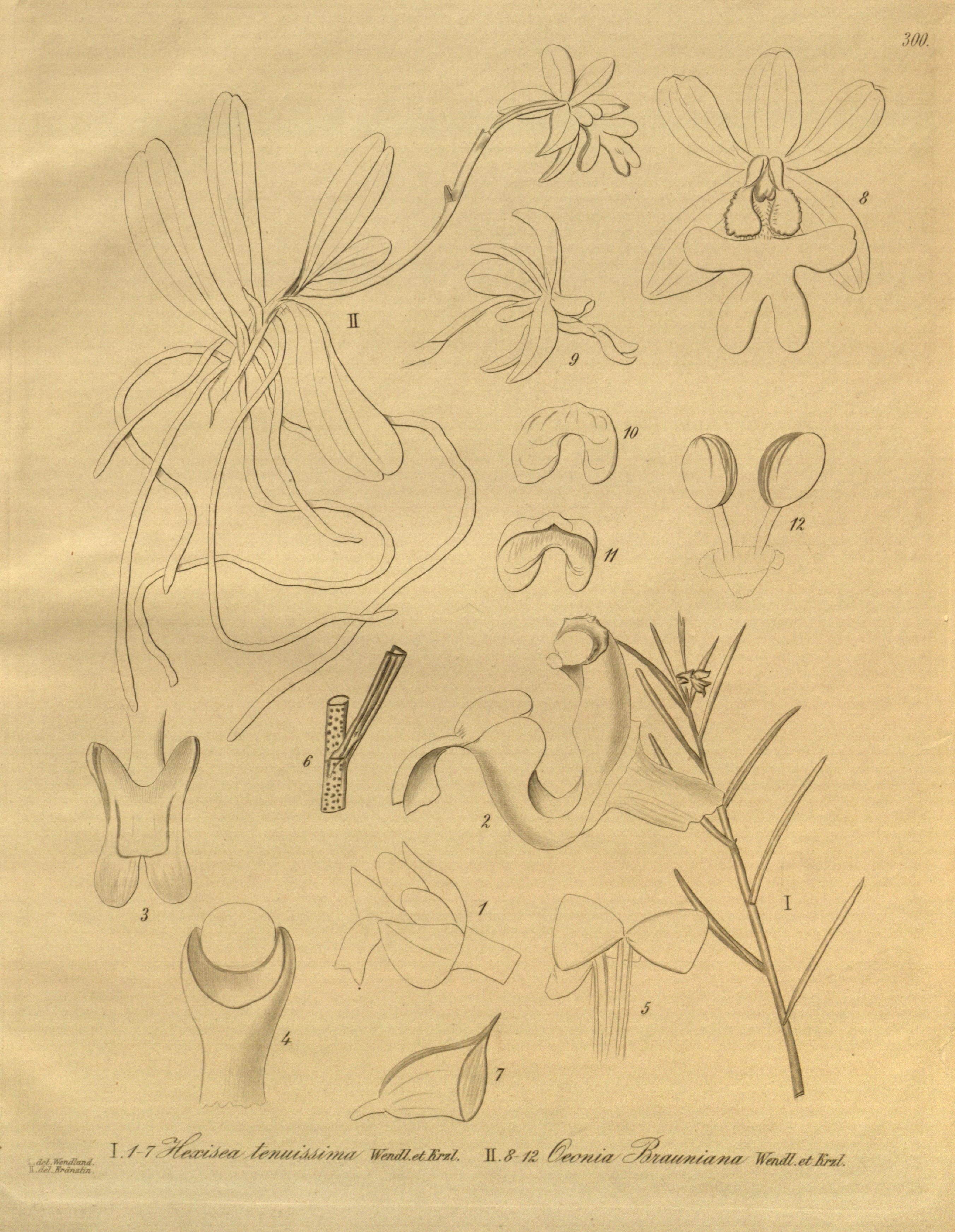